# Tiếp thị sự kiện
Tiếp thị sự kiện là một loại hình marketing trải nghiệm của một thương hiệu, dịch vụ hoặc sản phẩm thông qua các sự kiện quảng cáo.   Nó thường liên quan đến tương tác trực tiếp với đại diện của một thương hiệu. Không nên nhầm lẫn với quản lý sự kiện, đó là một quá trình tổ chức, quảng bá và tiến hành các sự kiện. Triển lãm thương mại là một ví dụ về tiếp thị sự kiện.

## Tổng quan
Tiếp thị sự kiện được coi là một phần của tiếp thị trải nghiệm và tiếp thị nội dung. Tiếp thị theo kinh nghiệm tuân theo quy trình kể chuyện của công ty,  và nhằm mục đích thu hút khán giả hơn nữa. Trải nghiệm theo một công thức đơn giản là kết hợp thông điệp của các thương hiệu và các thành phần tương tác.  Chế độ tiếp thị này đặt đối tượng mục tiêu vào một môi trường sống sẽ khuyến khích kết quả mong muốn. 
Tiếp thị sự kiện chủ yếu dựa vào cảm xúc và hoạt động của bộ não con người. Tiếp thị sự kiện sử dụng cảm xúc và dựa trên thực tế là mọi người nhớ những gì họ đang trải qua. Kích thích cảm xúc ảnh hưởng đáng kể đến hình ảnh của dịch vụ hoặc sản phẩm được cung cấp. Các nhà tâm lý học đã chứng minh rằng trong khi bị kích thích bởi cảm xúc, não bộ nhớ một số sự kiện và thông tin nhất định tốt hơn. Trải nghiệm một cái gì đó làm cho nó đáng nhớ hơn.  Trong điều kiện này, nhiều khả năng thương hiệu sẽ ở trong tâm trí người nhận và tạo ra một hình ảnh lâu dài. 

Trong một luận án cho Chương trình Kinh tế và Kinh doanh Quốc tế tại Đại học Công nghệ Luleå, Jessica Eriksson và Anna Hjälmsson đã viết: 
Event marketing is marketing through events, where marketing is seen as central and the event is considered the actual marketing tool. Event marketing is focusing on a target group and involves high contact intensity. It turns a message into an event that can be experienced by the audience. Several senses are engaged, which increases the chances to remember the experience and thereby also the message.

 Tiếp thị sự kiện cũng có thể hoạt động hoàn toàn như một cơ hội giữa doanh nghiệp với doanh nghiệp (B2B), theo đó, cảm xúc trải nghiệm không phải là một yếu tố trong sự kiện, mà thay vào đó, sự kiện đóng vai trò là cơ hội để liên hệ kinh doanh và kết nối với khách hàng.

## Tiếp thị sự kiện trên toàn thế giới
Thuật ngữ "tiếp thị sự kiện" đã trở thành một lĩnh vực nghiên cứu quan trọng tại các thị trường Đức, Mỹ, Anh và Canada. Tiếp thị sự kiện đã được coi là tương đương với việc quảng bá một sự kiện nhằm tăng doanh số bán vé và bị lãng quên như một hình thức tiếp thị. 
Quan niệm này đã thay đổi với các nghiên cứu quá mức vào cuối thế kỷ 20 và đầu thế kỷ 21. Tiếp thị của Philip Kotler, được xuất bản vào đầu thế kỷ, được coi là bước đầu tiên để định nghĩa rõ ràng về thuật ngữ này. Sau đó, tiếp theo là một ấn phẩm của Đan Mạch Sự kiện như một công cụ tiếp thị chiến lược được viết bởi Dorothe Gerritsen và Ronald van Elden. Tiếp thị sự kiện được công nhận là một công cụ tiếp thị, đặc biệt là ở Ba Lan  khi nó được giới thiệu vào đầu những năm 2000. (Jaworowicz P., Jaworowicz M., Tiếp thị sự kiện w Zintegrowanej Komunikacji Marketingowej, Warszawa 2016.) Các học giả Ba Lan chủ yếu dựa vào các nghiên cứu phương Tây và quản lý để xây dựng toàn bộ khái niệm.
Theo Cục Thống kê Lao động Hoa Kỳ, ngành tổ chức sự kiện sẽ tăng 44% từ năm 2010 đến 2020.  Đa số các nhà tiếp thị (31%) tin rằng tiếp thị sự kiện là kênh tiếp thị hiệu quả nhất, với tỷ lệ bỏ phiếu 27% về Content Marketing và 25% cho Email Marketing. 
HubSpot đã liệt kê 11 chiến dịch tiếp thị trải nghiệm từ các thương hiệu nổi tiếng trên toàn thế giới như Facebook, Google, Zappos và Guinness, những người đã tổ chức hoặc tạo sự kiện như một cách quảng cáo sản phẩm sáng tạo.  Mỗi người trong số họ đều thành công và thu hút hàng ngàn khách hàng mới. Marketing Insider Group cũng đã liệt kê 5 ví dụ tiếp thị sự kiện vẫn đang được nói đến. Trong số đó, Kia Dream Chute được nhắc đến như một trong những ý tưởng hay nhất. Tất cả những sự kiện đó được coi là một trong những chiến dịch tiếp thị tốt nhất trên thế giới. 
Một nghiên cứu được thực hiện bởi Jack Morton Worldwide cho thấy 11 trong số 14 người tiêu dùng thích tìm hiểu các sản phẩm hoặc dịch vụ mới bằng cách tự mình trải nghiệm chúng. 
Hơn nữa, 74% người tiêu dùng nói rằng kết nối với các trải nghiệm tiếp thị sự kiện có thương hiệu đang khiến họ có nhiều khả năng mua các sản phẩm đang được quảng bá, theo nghiên cứu của Viện Tiếp thị Sự kiện và Mosaic. 

## Chiến lược tiếp thị sự kiện
Chiến lược tiếp thị sự kiện là một kế hoạch được thiết kế riêng để quảng bá thương hiệu / sản phẩm với các sự kiện là một công cụ quảng cáo. Điều này bao gồm phân tích chuyên sâu về các kế hoạch cho sự hiện diện của thương hiệu tại các sự kiện.
Để đo lường sự thành công của tiếp thị sự kiện, tác động của thương hiệu phải được xác minh. Dựa trên một phân tích được thực hiện bởi Quỹ nghiên cứu quảng cáo (ARF) vào tháng 3 năm 2006, sự tham gia đang "mở ra một triển vọng cho một ý tưởng thương hiệu được tăng cường bởi bối cảnh xung quanh".  Ngoài ra còn có một chức năng được tạo ra để thể hiện tác động đối với một thương hiệu: Cam kết + Tin tưởng x Nhóm nhắm mục tiêu = Tác động thương hiệu.